# 1999年巽他海峽地震
1999年巽他海峽地震於當地時間12月21日晚上9時14分57秒在印度尼西亞爪哇島附近的巽他海峽地區發生，震級為矩震級6.5級。

## 地震
地震發生在當地時間晚上9時14分，震源深度56公里。爪哇島西部和蘇門答臘島東南部廣泛地區均有震感。雅加達的震感中等，萬隆、勿加泗和利瓦的震感較弱。

## 損失
板底蘭縣有五人死亡、220多人受傷。2,800棟房屋受損，大部分位於爪哇島西部，其中一半完全被摧毀。雅加達也接獲牆壁裂縫等輕微損毀的報告。